# Brentwood (Tennessee)
Brentwood és una població dels Estats Units a l'estat de Tennessee. Segons el cens del 2000 tenia 23.445 habitants.

## Demografia
Segons el cens del 2000, Brentwood tenia 23.445 habitants, 7.693 habitatges, i 6.808 famílies. La densitat de població era de 261,2 habitants/km².
Dels 7.693 habitatges en un 48,2% hi vivien nens de menys de 18 anys, en un 82,2% hi vivien parelles casades, en un 4,9% dones solteres, i en un 11,5% no eren unitats familiars. En el 10% dels habitatges hi vivien persones soles el 3,2% de les quals corresponia a persones de 65 anys o més que vivien soles. El nombre mitjà de persones vivint en cada habitatge era de 3,02 i el nombre mitjà de persones que vivien en cada família era de 3,24.
Per edats la població es repartia de la següent manera: un 31,5% tenia menys de 18 anys, un 4,3% entre 18 i 24, un 23,6% entre 25 i 44, un 32,4% de 45 a 60 i un 8,2% 65 anys o més.
L'edat mediana era de 41 anys. Per cada 100 dones de 18 o més anys hi havia 93,2 homes.
Entorn de l'1,5% de les famílies i el 2% de la població estaven per davall del llindar de pobresa.

## Poblacions més properes
El següent diagrama mostra les poblacions més properes.